# Abbazia di Santa Maria d'Orsoleo

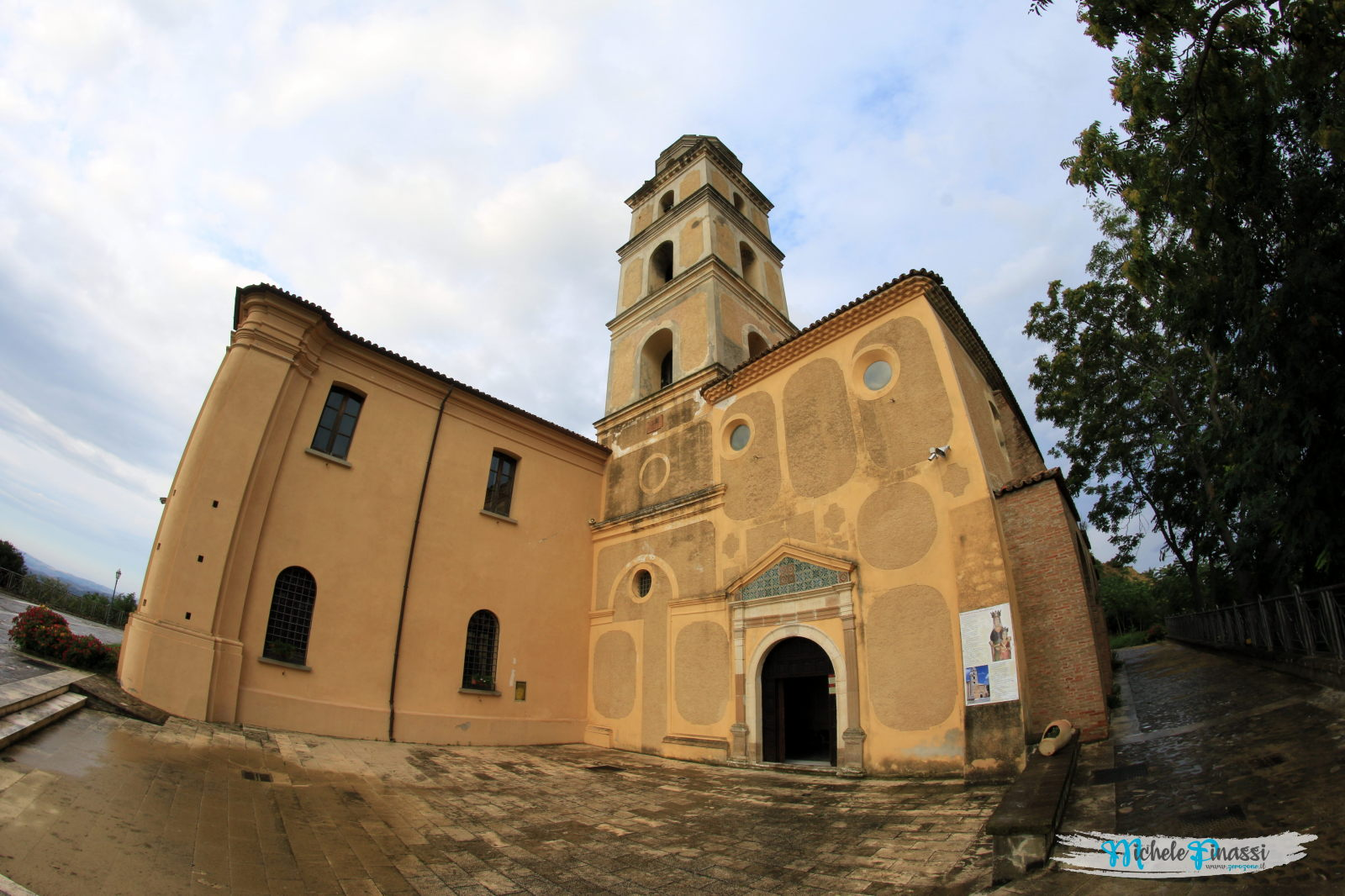
Santa Maria d'Orsoleo

L'Abbazia di Santa Maria d'Orsoleo è un convento risalente al 1474 che si trova a Sant'Arcangelo in provincia di Potenza, in Basilicata.

## Origini

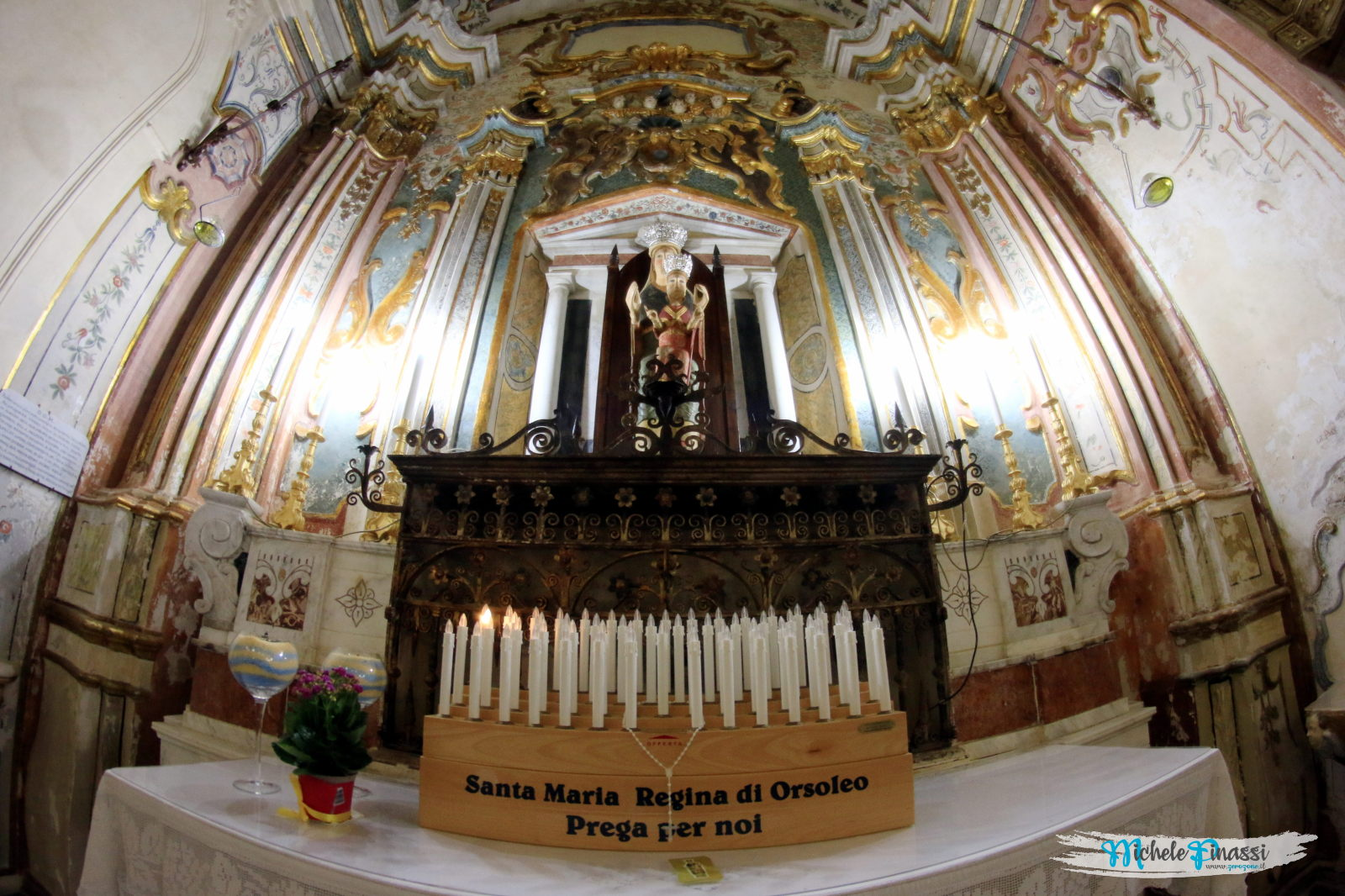
L'altare dedicato a Santa Maria regina d'Orsoleo

Il complesso, destinato ai Frati Minori Osservanti, fu edificato nel 1474 da Eligio II della Marra, principe di Stigliano e conte di Aliano, ampliando una precedente Cappella del XII secolo. E una delle leggende che circondano le origini del luogo vuole che la costruzione sia nata come ringraziamento di Eligio per il sostegno e il coraggio che la Madonna gli avrebbe infuso per affrontare e uccidere il drago che infestava le zone circostanti. Nella chiesa sono visibili la mascella e le zanne di un animale che, secondo la tradizione popolare e in accordo con la leggenda, sarebbero, appunto, quelle del drago sconfitto grazie all'aiuto della Madonna.

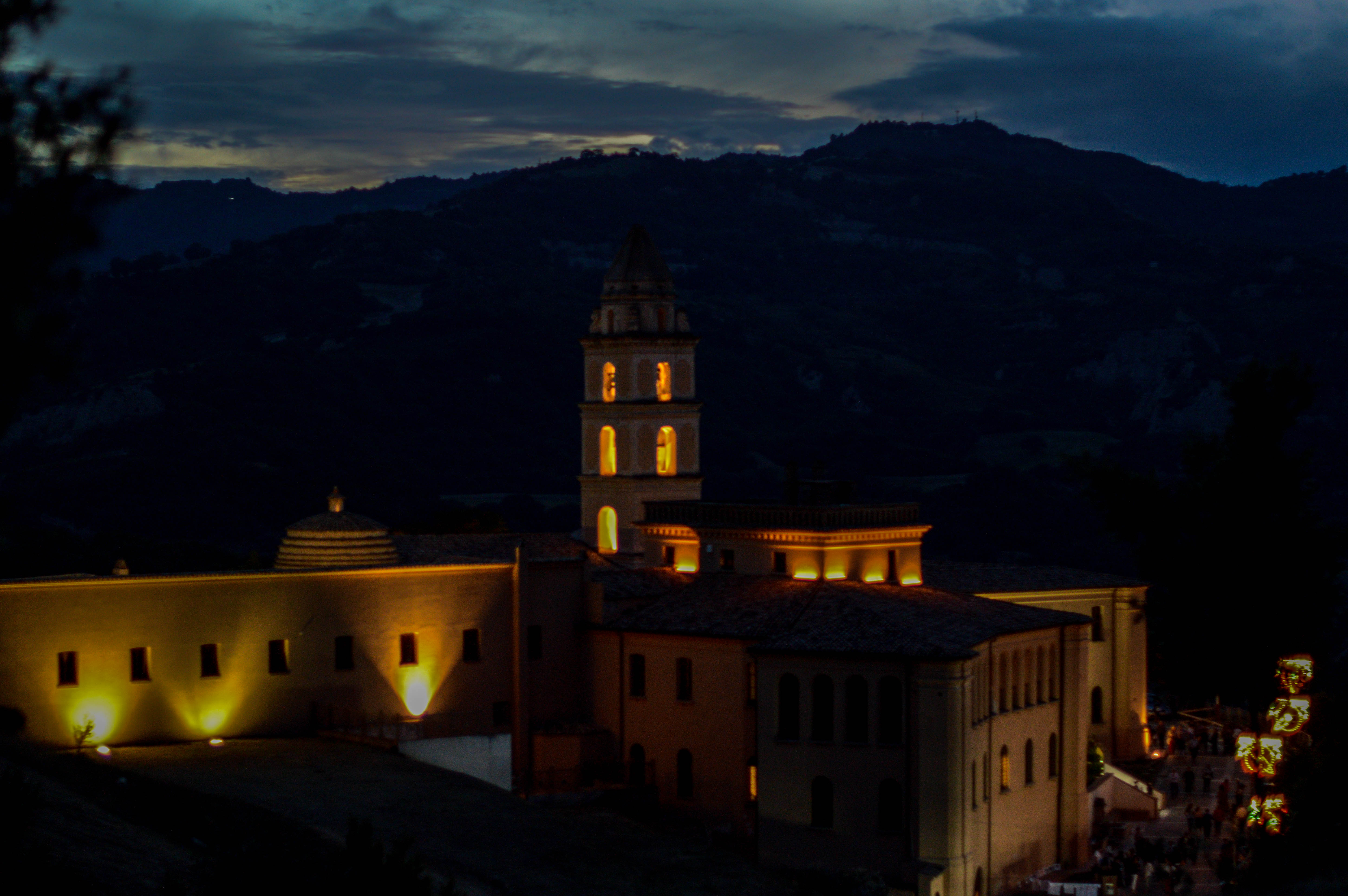
S. Maria d'Orsoleo di sera

## Struttura
Il convento sorge in cima a una collina, in passato immersa in un fittissimo bosco, a circa 4 km dal centro del paese. Fu, un tempo, oltre che un luogo sacro abitato da monaci, anche un centro di cultura famoso nel circondario e luogo di accoglienza sempre aperto ai pellegrini, come recita la frase posta su una porta Foris non mansit peregrinus, ostium hoc viatori patuit instauratum 1836  (il pellegrino non rimase mai fuori; questo uscio fu aperto sempre al viandante che vi bussò, restaurato nel 1836).

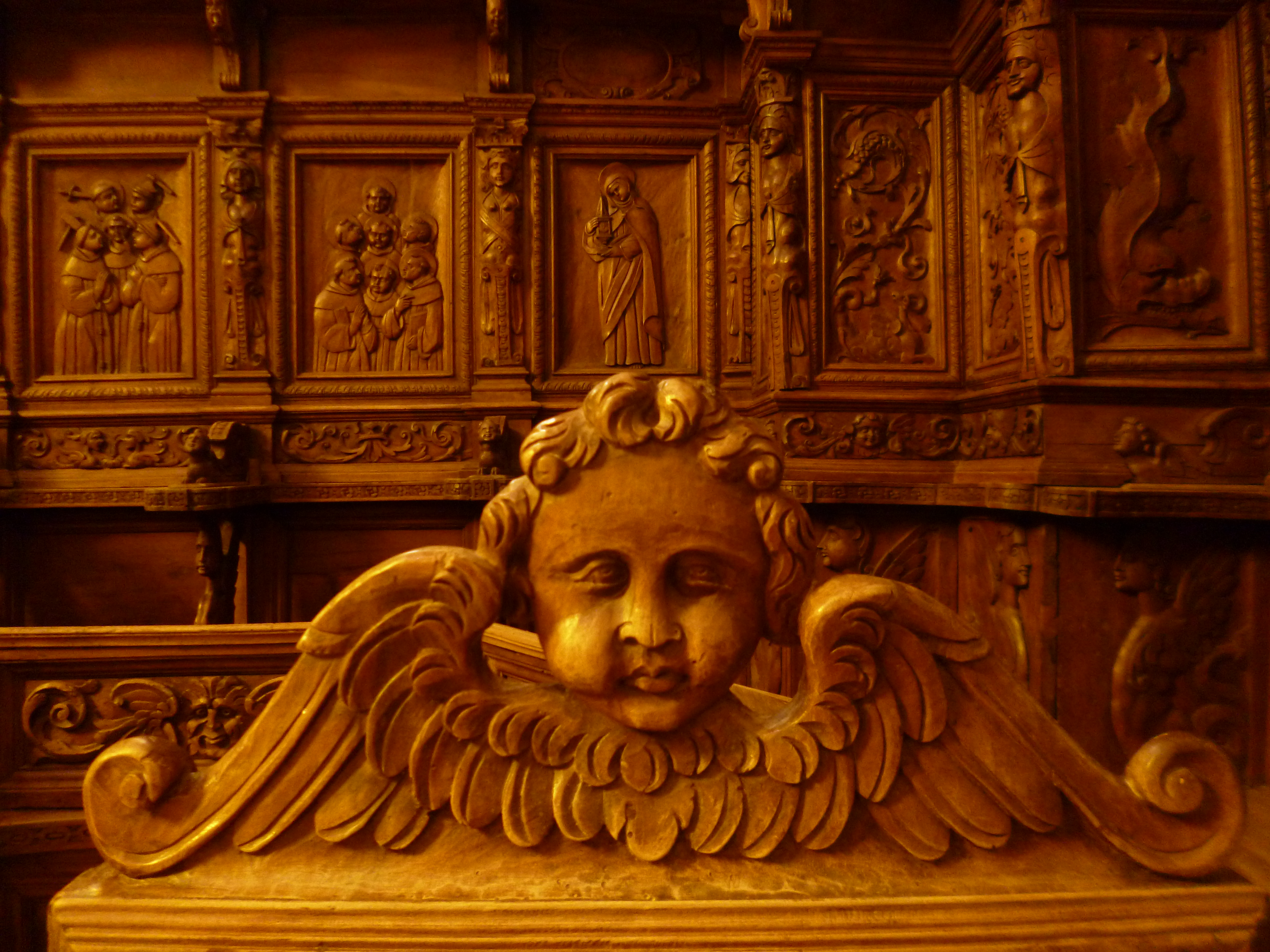
Sant'Arcangelo - complesso monumentale di Santa Maria di Orsoleo, coro ligneo

Si pensa che forse al Duecento risalga l'antica statua lignea della Madonna di Orsoleo che ancora oggi viene venerata e si festeggia ogni anno l'8 settembre. Della chiesa che la ospita, annessa al complesso e riccamente decorata, è particolarmente degno di nota il coro ligneo dietro l'altare maggiore, che fra le figure scolpite presenta anche una Madonna col Bambino seduta tra rami di un albero e con ai piedi un orso e un leone.
Varie aggiunte fatte negli anni migliorarono la struttura rendendola sempre più ricca. Tanto che il complesso, al quale non mancarono mai mezzi anche grazie a generose donazioni, era corredato a suo tempo da una biblioteca, una farmacia, un mulino, un forno, una nevera (una ghiacciaia), un frantoio e due cisterne. Gli ambienti furono inoltre arricchiti da un ciclo di affreschi del pittore lucano Giovanni Todisco di Abriola raffiguranti episodi della vita dei santi e di Cristo, come l'Adorazione dei Magi dove è riportata la firma del pittore, oltre a scene del Trionfo della Morte e della Fede.
La vicina Torre Molfese, posta lungo la strada che conduce al monastero, si ritiene possa essere stata in origine una torre d'avvistamento a protezione dei viandanti diretti al convento.
La soppressione degli ordini monastici del 1861 provocò il definitivo declino e un progressivo abbandono di tutto il complesso.

## Stato attuale

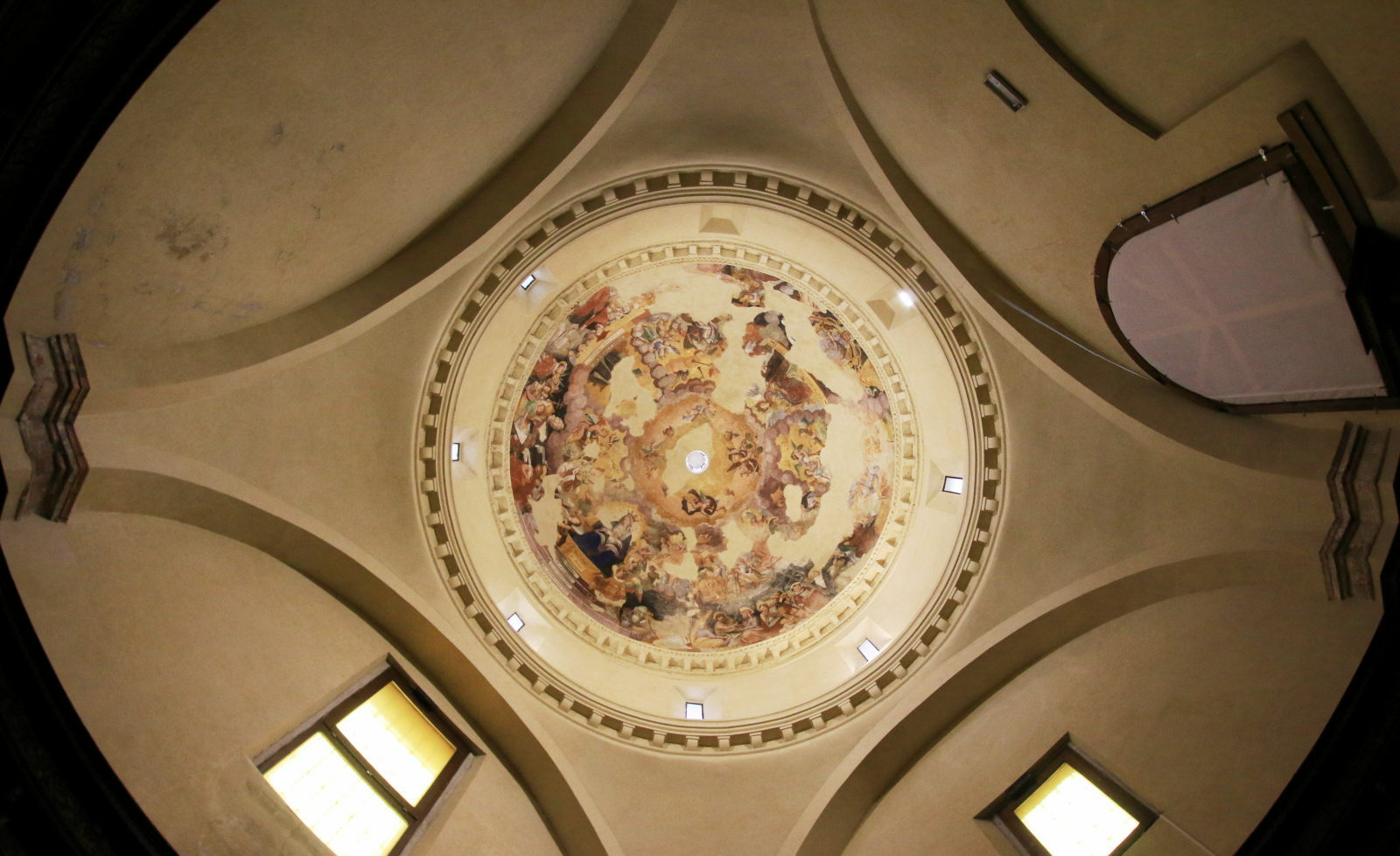
Dettaglio della cupola del Coro

Dopo un approfondito restauro cominciato nel 1988, l'ex monastero ospita oggi anche un museo Scenografico che, grazie a moderne installazioni multimediali, permette di conoscere in modo immersivo il luogo e la vita monastica che vi si è svolta.